# Chalatenango
Chalatenango er en by i det nordlige El Salvador, med et indbyggertal (pr. 2006) på cirka 29.000. Byen er hovedstad i et departement af samme navn.
14°02′N 88°56′V / 14.033°N 88.933°V